# Centre Penitenciari Quatre Camins
El Centre Penitenciari Quatre Camins és una presó de la Generalitat de Catalunya situada al municipi de la Roca del Vallès. Es va inaugurar l'any 1989. Disposa de 891 cel·les amb una capacitat total de 1.594 places.

## Història
El Centre Penitenciari Quatre Camins fou la primera presó construïda per la Generalitat de Catalunya d'ençà que assumís les competències en matèria penitenciària l'any 1984.

### Motí de 2002
El 29 de maig de 2002 un centenar de reclusos s'amotinaren per protestar contra una reforma del codi penal que suprimia la reducció de condemna per treballar a la presó. A més, els presoners exigien ser remunerats per la seva feina. La revolta fou sufocada pels Mossos d'Esquadra unes hores després. Es produïren alguns danys materials, dos funcionaris sofriren ferides lleus en ser agredits pels interns i nombrosos presos denunciaren maltractaments i tortures a partir del motí per part dels carcellers.

## Accessos
L'accés al centre penitenciari es realitza a través de l'AP-7 o la C-17. Una línia d'autobús operada per l'empresa Sagalés connecta la presó amb Barcelona.

## Interns notables
- Josep Lluís Núñez i Clemente (novembre de 2014 - desembre de 2015).[9] Ex-president del Futbol Club Barcelona. Condemnant per suborn i falsedat documental ("cas Hisenda").[10]
- Josep Lluís Núñez i Navarro (novembre de 2014 - desembre de 2015). Fill de l'anterior i implicat en el mateix cas.
- Gilberto Antonio Chamba Jaramillo, el "Monstre de Machala". Assassí en sèrie equatorià. Condemnat per l'assassinat d'una estudiant de la Universitat de Lleida el novembre de 2004.[11]